# Periscope
Periscope var en live-videoapp för smartphones, utvecklad av Kayvon Beykpour och Joe Bernstein och uppköpt av Twitter tre månader innan lanseringen 2015.
Periscope låter användarna både följa videosändningar live och i efterhand och det går även att skriva kommentarer och skicka hjärtan under sändningens gång.
Beykpour och Bernstein kom på idén för Periscope när de reste utomlands 2013. Beykpour var i Istanbul när oroligheterna bröt ut vid Taksim-torget. Han ville följa vad som hände där och sökte information via Twitter, men eftersom Twitter främst förmedlar korta textmeddelanden och inte de filmade rapporter han eftersökte insåg han behovet av att skapa en videoförmedlingstjänst.